# Okręg wyborczy Durack
Okręg wyborczy Durack – jednomandatowy okręg wyborczy do Izby Reprezentantów Australii. Decyzję o jego powstaniu ogłoszono w 2008, zaś pierwsze wybory odbyły się w nim w 2010. Liczy 1 587 758 km² powierzchni, co daje mu pozycję zdecydowanie największego pod względem terytorium okręgu do australijskiego parlamentu. Nie jest jednak największym okręgiem w historii Australii, ponieważ zlikwidowany w roku 2010 okręg Kalgoorlie, obejmujący po części te same tereny, liczył 2 295 354 km². 

## Charakterystyka
Okręg obejmuje ogromne, bardzo słabo zaludnione obszary północnej i zachodniej części stanu Australia Zachodnia. Ogółem zajmuje 62% lądowej powierzchni stanu i jest większy niż np. całe Terytorium Północne. Największym miastem na jego terenie jest Geraldton. Okręg  uznawany jest za bastion Liberalnej Partii Australii, która wygrała w nim wybory w latach 2010 i 2013, a wcześniej dominowała w istniejącym na tym terenie dawnym okręgu Kalgoorlie. 
Zbiorowym patronem okręgu jest rodzina Durack, od pokoleń zasłużona dla rozwoju najsłabiej zaludnionej części Australii Zachodniej. 

## Lista posłów
| lp. | lata      | poseł         | przynależność polityczna   |
| --- | --------- | ------------- | -------------------------- |
| 1   | 2010-2013 | Barry Haase   | Liberalna Partia Australii |
| 2   | od 2013   | Melissa Price | Liberalna Partia Australii |